# Antonio Brancaccio (vescovo)
Antonio Brancaccio (... – 1518) è stato un vescovo cattolico italiano, vescovo di Gravina dal 1508 alla morte.

## Biografia
Fu ordinato sacerdote nell'Ordine dei frati predicatori. Il 18 febbraio 1508 fu nominato da papa Giulio II vescovo di Gravina, incarico che ricoprì fino alla sua morte, avvenuta nel 1518.